# Gajševsko jezero
Der Gajševsko jezero ist ein Hochwasserrückhaltebecken in der Gemeinde Križevci in der Region Štajerska im Nordosten Sloweniens. Die in den 1970er Jahren errichtete Anlage staut den Fluss Ščavnica nahe Ljutomer.

## Lage und Umgebung
Der See liegt im Süden der Gemeinde Križevci, eingebettet zwischen den Ortschaften Gajševci und Grabe pri Ljutomeru, an jener Stelle, wo sich das Ščavnica-Tal zum Murbecken (Mursko polje) öffnet. Obwohl ein Großteil der Wasserfläche administrativ zu Grabe gezählt wird, war Gajševci am Südwestufer namensgebend. Parallel zum Nordufer verläuft die kanalisierte Lipnica, die unmittelbar nach Ende des Stausees in die Ščavnica mündet. Die regional bedeutende Kleinstadt Ljutomer liegt rund 6 km flussabwärts.

## Wasserqualität
Der Gajševsko jezero ist eines von 17 slowenischen Stehgewässern, deren Wasserqualität in den Jahren von 2003 bis 2006 überwacht wurde. Die Messwerte aus dem Jahr 2006 bescheinigen dem „stark veränderten Wasserkörper“ einen eutrophen bis hypertrophen (sehr nährstoffreichen) chemischen Zustand.
| Chemischer Gewässerzustand (2006) | Chemischer Gewässerzustand (2006) | Chemischer Gewässerzustand (2006) | Chemischer Gewässerzustand (2006) | Chemischer Gewässerzustand (2006) | Chemischer Gewässerzustand (2006) | Chemischer Gewässerzustand (2006) |
|                                   | Phosphor (µg/l)                   | Anorganischer Stickstoff (µg/l)   | Transluzenz ⌀ (m)                 | Transluzenz min. (m)              | Chlorophyll ⌀ (µg/l)              | Chlorophyll max. (µg/l)           |
| --------------------------------- | --------------------------------- | --------------------------------- | --------------------------------- | --------------------------------- | --------------------------------- | --------------------------------- |
| Gajševsko j.                      | 101                               | 1329                              | 0,8                               | 0,5                               | 37,6                              | 61,8                              |

| OECD-Kriterien   | OECD-Kriterien  | OECD-Kriterien                  | OECD-Kriterien    | OECD-Kriterien       | OECD-Kriterien       | OECD-Kriterien          |
| Trophiestufe     | Phosphor (µg/l) | Anorganischer Stickstoff (µg/l) | Transluzenz ⌀ (m) | Transluzenz min. (m) | Chlorophyll ⌀ (µg/l) | Chlorophyll max. (µg/l) |
| ---------------- | --------------- | ------------------------------- | ----------------- | -------------------- | -------------------- | ----------------------- |
| ultra-oligotroph | < 4             | < 200                           | > 12              | > 6                  | < 1                  | < 2,5                   |
| oligotroph       | ˂ 10            | 200–400                         | ˃ 6               | ˂ 3                  | ˂ 2,5                | ˂ 8                     |
| mesotroph        | 10–35           | 300–650                         | 6–3               | 3–1,5                | 2,5–8                | 8–25                    |
| eutroph          | 35–100          | 500–1500                        | 3–1,5             | 1,5–0,7              | 8–25                 | 25–75                   |
| hypertroph       | > 100           | > 1500                          | < 1,5             | < 0,7                | > 25                 | > 75                    |

Unter diesen Voraussetzungen beherbergt der See zahlreiche Organismen wie Muscheln und diverse Fischarten, darunter Barsche, Brachsen, Hechte, Rotaugen, Silberkarpfen, Welse und Zander. Neben der Habitatfunktion verleiht der schlammige Boden dem Wasser eine bräunliche Farbe und Trübung. Die langsame Strömung lässt im Westabschnitt außerdem ein dichtes Netz von Wasser- und Sumpfpflanzen gedeihen.
Im August 2010 gingen an mehreren im See verteilten Sammelstellen in einem Gesamtzeitraum von zwölf Stunden 7151 Fische mit einem Gewicht von 74 kg ins Netz. Die Wassertemperatur betrug während der Untersuchung 23 °C, der Sauerstoffgehalt 5,5 µg/l, was einer Sauerstoffsättigung von 66 % entspricht. Der pH-Wert war mit 8,4 leicht basisch, die elektrische Leitfähigkeit wurde mit 343 µS/cm gemessen.

## Nutzung
Die aus wenigen Häusern bestehende Ortschaft Grabe pri Ljutomeru wurde in der Vergangenheit oft von Ščavnica-Hochwässern heimgesucht. Um dem entgegenzuwirken, errichtete man 1973 im Zuge der Begradigung des Flusses das rund 77 ha große Rückhaltebecken. Sowohl über das Fassungsvermögen als auch die Wasserfläche der Anlage bestehen unterschiedliche Angaben. Die slowenische Umweltbehörde beziffert das Volumen mit 2,6 Mio. m³. Ursprünglich war geplant, das Stauwasser zur Bewässerung landwirtschaftlicher Flächen zu nutzen.
Obwohl dem See großes touristisches Potenzial bescheinigt wird, dient er hauptsächlich der lokalen Bevölkerung zu Erholungszwecken. Darüber hinaus steht er bei Anglern hoch im Kurs. So lässt sich auf 10 ha, die vom Angelverein Ljutomer betreut werden, eine Vielzahl von Arten fangen. Saisonal nutzen Surfer den günstigen Südostwind. Der Wasserkörper wird von einem knapp 2,9 km langen, mit Bruchstein gehärteten und Drahtgeflecht überzogenen Deich eingefasst, der seit  2016 auf einem geschotterten Fuß- und Radweg überquert werden kann. In unregelmäßigen Abständen finden Angelwettbewerbe oder andere Veranstaltungen wie Motorradtreffen am Seeufer statt.